# Diplocheilus allmani
Diplocheilus allmani är en nässeldjursart som beskrevs av Torrey 1902. Diplocheilus allmani ingår i släktet Diplocheilus och familjen Aglaopheniidae. Inga underarter finns listade i Catalogue of Life.